# یاسنیته
یاسنیته (به بلغاری: Yasenite) یک منطقهٔ مسکونی در بلغارستان است که در شهرستان گابروو واقع شده‌است.